# 2005 YQ96
2005 YQ96 es un asteroide que forma parte de los asteroides Atón, descubierto el 30 de diciembre de 2005 por el equipo del Catalina Sky Survey desde el Catalina Sky Survey, Arizona, Estados Unidos.

## Designación y nombre
Designado provisionalmente como 2005 YQ96.

## Características orbitales
2005 YQ96 está situado a una distancia media del Sol de 0,7433 ua, pudiendo alejarse hasta 0,9913 ua y acercarse hasta 0,4953 ua. Su excentricidad es 0,333 y la inclinación orbital 22,22 grados. Emplea 234,104 días en completar una órbita alrededor del Sol.

## Características físicas
La magnitud absoluta de 2005 YQ96 es 20,4.